# أمات مامو
أمات مامو ( ق. 1764 BC– ق. 1711 BCكانت كاهنة ناديتو بابلية . عاشت في مجتمع ناديتو مغلق في سيبار ، حيث عملت كاتبة .
وُلِدت أمات مامو ق. 1764 BC ،  وكُرِّست كـ"  ناديتو " بابلية ، كاهنة للإله شمش . يُترجم اسمها إلى " خادمة مامو " ، ومامو هي ابنة شمش .  وبصفتها " ناديتو " ، عاشت أمات مامو في حيٍّ مُسوَّر في سيبار ، يُسمى " جاجوم "،  وكان مُنفصلاً عن بقية المدينة . سُمح لها بامتلاك الأراضي ، ولكن لم يُسمح لها بالزواج أو إنجاب الأطفال . 
عملت أمات مامو كاتبة في الغاغوم .  وعلى الرغم من أن الكتبة كانوا رجالًا تقليديًا في سيبار ، إلا أن الناديتو نادرًا ما تفاعلوا مع الرجال . ولهذا السبب ، كانت أمات مامو واحدة من العديد من النساء في المجتمع اللاتي تعلمن القراءة والكتابة حتى تتمكن من العمل ككاتبة عندما لا يكون هناك رجال حاضرين . يعرف علماء الآثار دورها ككاتبة لأنه كان من المتوقع منهم توقيع أسمائهم على الألواح التي ينتجونها .  كانت هناك ثلاث وثائق معروفة أنتجتها أمات مامو في عهد ثلاثة ملوك مختلفين - حمورابي وسامسو إيلونا وأبي إيشوح - مما يشير إلى أنها عملت كاتبة لمدة 40 عامًا على الأقل .  توفيت ق. 1711 BC  على الرغم من أن أعمال الكاتبات كانت شائعة في عهد حمورابي وسامسو إيلونا ، فإن أمت مامو هي الكاتبة الوحيدة التي لديها عمل ناجي في زمن أبي إيشوع . 
كانت أمت مامو واحدة من النساء اللواتي كُتبت أسماؤهن على الطابق التراثي من العمل الفني المسمى حفل العشاء . 